# Charter pour l'enfer
Charter pour l'enfer (também conhecido como Charters to Hell) é um documentário francês de 1981 dirigido por Jean-Pierre Moscardo.

## Sinopse
Um documentário ganhador do Emmy sobre o vício da heroína na Ásia, filmado em três dos principais centros internacionais de comércio de heroína.

## Prêmios
| Ano  | Prémio             | Categoria                                   | Resultado |
| ---- | ------------------ | ------------------------------------------- | --------- |
| 1981 | Emmy Internacional | Melhor Documentário                         | Venceu    |
| 1981 | Prix Italia for TV | Prêmio da Região Toscana para Documentários | Venceu    |